# Hänga gubbe

Ett exempel på hänga gubbe.

Hänga gubbe är en penna- och papperslek för två eller flera deltagare. Spelet går ut på att gissa bokstäver i ett ord vars bokstäver initialt är helt dolda, men som visas som ledtrådar när spelaren lyckats gissa på dem. Spelet kan även ritas på till exempel whiteboard. Det finns även olika datorspelsvarianter.

## Regler
Den första spelaren, spelledaren, tänker på ett ord. Den drar sedan lika många horisontella streck som antalet bokstäver i ordet på pappret. De övriga deltagarnas uppgift är att gissa det rätta ordet genom att i tur och ordning föreslå bokstäver. Om den föreslagna bokstaven finns i ordet skriver spelledaren in bokstaven på rätt plats eller platser över strecken. Finns bokstaven inte i ordet får spelledaren istället rita ett streck till den figur som när den är färdigställd kommer föreställa en hängd streckgubbe. För att det inte ska gissas på samma bokstav flera gånger brukar felaktiga bokstäver noteras någon annanstans än på strecken. Hur många gissningar man har kan variera mellan spel, men det vanliga är omkring 10 gissningar.
Spelet avslutas på ett av två följande sätt:
- En av deltagarna gissar det rätta ordet.
- Spelledaren färdigställer den hängande gubben innan någon gissat det rätta ordet.